# Кундук
Кундук — река в России, протекает по Омской области, частично по границе Большереченского и Муромцевского районов. Устье реки находится в 1507 км по правому берегу реки Иртыш. Длина реки составляет 13 км.

## Данные водного реестра
По данным государственного водного реестра России относится к Иртышскому бассейновому округу, водохозяйственный участок реки — Иртыш от впадения реки Омь до впадения реки Ишим, без реки Оша, речной подбассейн реки — бассейны притоков Иртыша до впадения Ишима. Речной бассейн реки — Иртыш.